# 湾岸署婦警物語 初夏の交通安全スペシャル
『湾岸署婦警物語 初夏の交通安全スペシャル』（わんがんしょふけいものがたり しょかのこうつうあんぜんスペシャル）は、『踊る大捜査線』の番外編スペシャルで1998年6月19日に放送されたテレビドラマである。

## 解説
- 刑事である父親を目指して警視庁警察学校を卒業した篠原夏美（内田有紀）が湾岸警察署交通課に配属となる。新人ヘッポコ婦警の夏美と、湾岸署の綱紀引き締めのために出向してきた桑野冴子の両名の活躍を軸に物語は展開される。
- 作中の設定は1998年4月（春）であり、作品中の終盤に出てくる篠原夏美が表彰される表彰状の日付は4月20日となっているが、サブタイトルは放送時期の6月に合わせて「初夏」となっており、これ以後の公式出版物では本作中での出来事は1998年6月の出来事であるとされている[1]。
- 企画段階での仮のタイトルは「春の交通安全スペシャル」。主人公は警察官ではなく女性レポーターで、密着取材で湾岸警察署を訪れるというものであった[2]。
- 青島俊作（織田裕二）は海外出張中という設定であり、ラストに数分だけ登場する。その際、袴田課長から連続婦女暴行事件の内偵を頼まれるが、これは次作の「秋の犯罪撲滅スペシャル」へ続いていくことになる。もっとも、青島が内偵捜査から復帰した10月1日時点で「1ヶ月」に渡る内偵捜査とのセリフがあるため、二ヶ月強のタイムラグが存在する。
- 夏美の父・篠原浩三（谷啓）は、青島俊作がTVシリーズの最終回で交番勤務への降格処分を受けた後、「歳末特別警戒スペシャル」で杉並北警察署に異動していた際の上司である。
- 劇中で、柏木雪乃が夏美を「後輩」と称するシーンがあるが、雪乃も1998年4月に湾岸警察署交通課配属（歳末SP時は研修）であるため、実際の二人は同期である。
- 踊る大捜査線の7年ぶりの続編となる『踊る大捜査線 THE MOVIE3 ヤツらを解放せよ!』（2010年7月3日公開）にも篠原夏美が登場する。同作と同じく内田有紀が12年ぶりに篠原を演じ、設定も刑事課強行犯係に異動し青島の部下として登場する。

## キャスト
- 篠原夏美（湾岸署交通課・巡査） - 内田有紀
- 桑野冴子（勝どき署交通課主任・巡査部長、湾岸署に出向） -  渡辺えり子
- 篠原浩三（杉並北署捜査資料室長・警部、夏美の父） - 谷啓
- 片岡 - 本宮泰風
- 香山亮子 - 西牟田恵
- 青島俊作（湾岸署刑事課強行犯係・巡査部長） - 織田裕二
- 室井慎次（警察庁警備局警備第一課・警視正） - 柳葉敏郎
- 恩田すみれ（湾岸署盗犯係・巡査部長） - 深津絵里
- 真下正義（湾岸署刑事課強行犯係長・警部） - ユースケ・サンタマリア
- 柏木雪乃（湾岸署交通課・巡査） - 水野美紀
- 和久平八郎（湾岸署刑事課・指導員） - いかりや長介
- スリーアミーゴス
  - 神田総一郎（湾岸署署長・警視正） - 北村総一朗
  - 秋山晴海（湾岸署副署長・警視） - 斉藤暁
  - 袴田健吾（湾岸署刑事課長・警部） - 小野武彦
- 新城賢太郎（警視庁刑事部捜査第一課強行犯捜査担当管理官・警視） - 筧利夫
- 魚住二郎（湾岸署刑事課強行犯係長代理・警部補） - 佐戸井けん太
- 中西修（湾岸署刑事課盗犯係長・警部補） - 小林すすむ
- 緒方薫（湾岸署地域課・巡査部長） - 甲本雅裕
- 森下孝治（湾岸署地域課・巡査部長） - 遠山俊也
- 山下圭子（湾岸署交通課・巡査） - 星野有香

- 寿司屋の大将 - 六平直政
- 美香（大将の娘・小学校教師） - 原沙知絵
- 綾波麗（女子アナウンサー） - 近藤典子
- 羽田雄二 - 羽田文彦
- ドライバー（三井一郎） - 三上市朗
- バーテン - 桑田芳輝
- 男 - 山崎智弘
- 小学生 - 渋谷泰蔵
- 主婦 - 上村依子、立石ゆう、人村朱美

- 下出（警視庁警察学校主任教官・警部） - 清水宏
- 高橋（湾岸署 交通課長） - 田山涼成
- 警務課長 - 山崎一
- 生活安全課長 - 石井愃一
- 藤島仁（湾岸署 地域課長） - 山崎大輔
- 会計課長 - 池田武志
- 岸本（湾岸署交通課・巡査長） - 畠山明子
- 中野（警察庁警備局 警備第一課） - 野仲イサオ
- 警視庁刑事 - 武藤浩昌
- 警官 - 安藤親広
- 年配の巡査 - ト字たかお
- 吉田のおばあちゃん - 原ひさ子

## スタッフ
- 原案 - 君塚良一
- 企画 - 亀山千広
- プロデュース - 高井一郎・東海林秀文
- 脚本 - 尾崎将也
- 演出 - 本広克行
- 音楽 - 松本晃彦
- 主題歌 - 「Love Somebody」織田裕二　with　マキシ・プリースト （マーキュリー・ミュージックエンタテインメント）
- 音響効果 - 石井和之
- 演出補 - 羽住英一郎
- カースタント - アクティブ21

## ソフトウエア

### VHS
- 踊る大捜査線 番外編湾岸署婦警物語 初夏の交通安全スペシャル （ポニーキャニオン、1998年8月19日）

### DVD
- 踊る大捜査線 番外編湾岸署婦警物語 初夏の交通安全スペシャル（ポニーキャニオン、2001年1月17日）